# 야운피에발가시

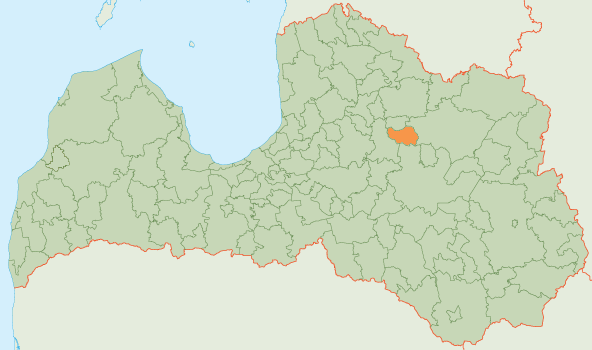
야운피에발가 시의 위치

야운피에발가시(라트비아어: Jaunpiebalgas novads)는 라트비아의 지방 자치체로 행정 중심지는 야운피에발가이며 면적은 251km2, 인구는 2,721명(2009년 기준), 인구 밀도는 11명/km2이다. 2개 교구를 관할한다.